# Minuspio delta
Minuspio delta är en ringmaskart som först beskrevs av Hartman 1965.  Minuspio delta ingår i släktet Minuspio och familjen Spionidae.
Artens utbredningsområde är Mexikanska golfen. Inga underarter finns listade i Catalogue of Life.